# Saurauia natalicia
Saurauia natalicia är en tvåhjärtbladig växtart som beskrevs av Herman Otto Sleumer. Saurauia natalicia ingår i släktet Saurauia och familjen Actinidiaceae. Inga underarter finns listade i Catalogue of Life.